# Creekside (Kentucky)
Creekside – miasto w Stanach Zjednoczonych, w stanie Kentucky, w hrabstwie Jefferson.